# Église Saint-Ildefonse de Porto
L'église Saint-Ildefonse (portugais : Igreja de Santo Ildefonso) est une église catholique située près de la Praça de Batalha, dans la ville de Porto au nord du Portugal.
Terminée en 1739, l'église a été construite dans un style proto-baroque, elle contient un retable de l'artiste italien Niccoló Nasoni et une façade couverte d'azulejos. Elle est nommée en l'honneur d'Ildefonse de Tolède, évêque de Tolède de 657 jusqu'à sa mort en 667.

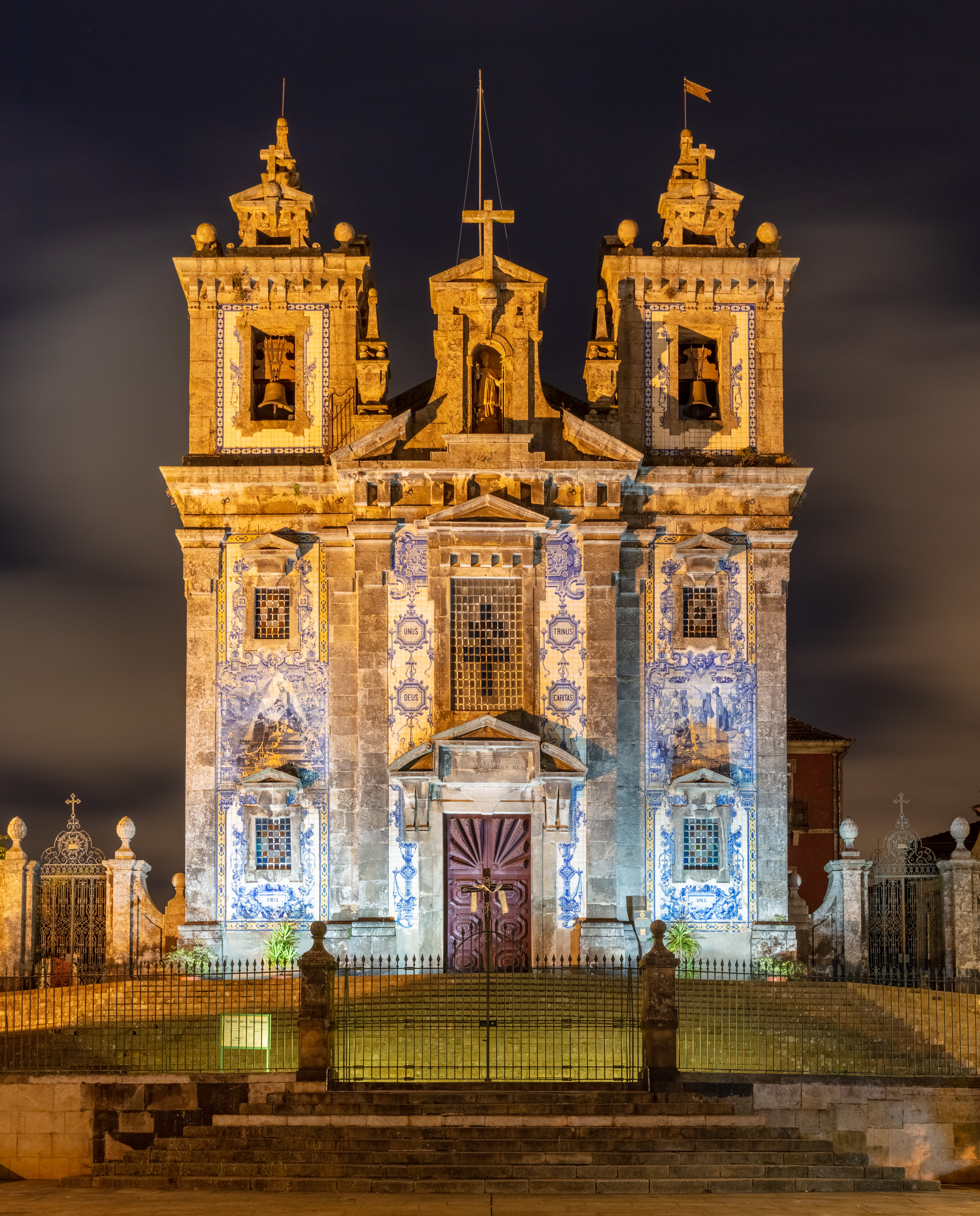
Église Saint-Ildefonse. Juin 2019.

## Source
- (en) Cet article est partiellement ou en totalité issu de l’article de Wikipédia en anglais intitulé « Church of Saint Ildefonso » (voir la liste des auteurs).